# Sergey Ulegin
Sergey Ulegin (em russo:  Сергей Валерьевич Улегин, Engels, Saratov, 8 de outubro de 1977) é um canoísta russo especialista em provas de velocidade.

## Carreira
Foi vencedor da medalha de prata em C-2 500 m em Pequim 2008, junto com o seu colega de equipa Aleksandr Kostoglod.